# Costanza Farnese

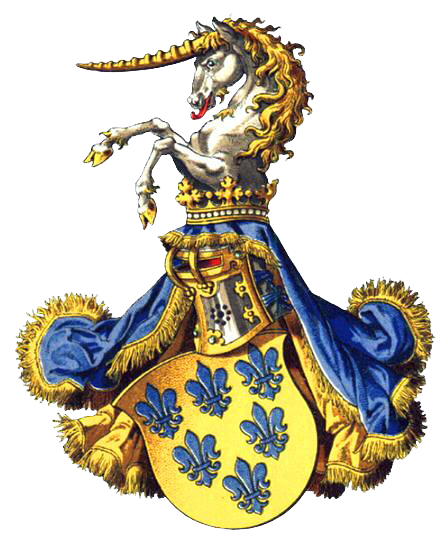
Wappen der Familie Farnese (und ihres Herzogtums Parma und Piacenza)

Costanza Farnese (* 1500 in Rom; † 23. Mai 1545 ebenda) war die natürliche Tochter von Kardinal Alessandro Farnese (1468–1549), dem späteren Papst Paul III. Sie war die Schwester von Pier Luigi II. Farnese, dem ersten Herzog von Parma, die Halbschwester des Kardinals Tiberio Crispo und Mutter der Kardinäle Guido Ascanio Sforza und Alessandro Sforza.

## Leben
Costanzas Vater, Kardinal Alessandro Farnese, begann 1499 (unter Wahrung der Diskretion) eine intime Beziehung mit Silvia Ruffini (* um 1475; † 5. Dezember 1561), der Ehefrau des römischen Kaufmanns Giovanni Battista Crispo. Seine 1500 geborene Tochter galt daher in der Öffentlichkeit lange Zeit als eheliche Tochter Crispos.
Nach Crispos Tod 1501 lebte Silvia Ruffini offen im Konkubinat mit Alessandro Farnese. Sie gebar ihm noch drei Söhne – Pier Luigi (1503–1547), Paolo (1504–1512) und Ranuccio (1509–1528) – und sicherte so den Fortbestand der Dynastie Farnese. Die Söhne Pier Luigi und Ranuccio wurden 1513 von Papst Leo X. legitimiert, Costanza wurde nur als natürliche Tochter des Kardinals anerkannt.
Die Tochter des Kardinals heiratete 1517 Bosio II. Sforza, 4. Graf von Santa Fiora, lebte dann mit ihrem Ehemann und ihren Eltern im Palazzo Farnese in Rom und gebar in schneller Folge zehn Kinder, die zum Teil auf den Familiengütern der Farnese außerhalb Roms aufwuchsen. Costanza erfreute sich der besonderen Zuneigung ihres Vaters, der ihr großzügige Geschenke und Pensionszahlungen gewährte und als Papst die Herrschaft Bolsena übertrug.
Während des Pontifikats ihres Vaters ab 1534 erlangte die seit 1535 verwitwete Costanza beträchtlichen Einfluss in kirchlichen Angelegenheiten. Sie förderte energisch die Karrieren ihres Halbbruders Tiberio Crispo sowie ihres ältesten Sohnes Guido Ascanio Sforza, der schon mit 16 Jahren Kardinal wurde, und erreichte beim Papst einige Kardinalerhebungen, so 1539 die der Kardinäle Gambara, Parisani und Durante. Des Weiteren setzte sie sich bei Paul III. für die offizielle Anerkennung des Jesuitenordens ein. Selbst Ignatius von Loyola bat die Papsttochter um Fürsprache bei ihrem Vater.
Im Gegensatz zu Costanzas Mutter Silvia Ruffini, die öffentliche Auftritte vermied beziehungsweise von Paul III. vor der Öffentlichkeit versteckt wurde, gestattete der Papst seiner Tochter stets das Erscheinen zu öffentlichen Anlässen, wie 1541 die Enthüllung des Freskos mit dem Jüngsten Gericht von Michelangelo.
Costanza, die sich nach dem Tod ihres Ehemannes rührend um ihren Vater kümmerte und die als geldgierig und geizig beleumundet war, wurde noch mit vierzig Jahren als Frau von besonderer Schönheit und jugendlichen Aussehen beschrieben. Sie verstarb am 23. Mai 1545 in Rom. Ihre Eltern, Paul III. und Silvia Ruffini, zogen sich nach ihrem Tod für einige Tage nach Frascati zurück, um dort unter Ausschluss der Öffentlichkeit gemeinsam zu trauern.

## Kinder
Aus ihrer Ehe mit Bosio II. Sforza (* um 1500; † 31. August 1535), 4. Graf von Santa Fiora, entstammten 10 Kinder (6 Söhne und 4 Töchter), darunter:
- Guido Ascanio Sforza di Santa Fiora, seit 1534 Kardinal von Santa Fiora (* 26. November 1518 in Rom; † 6. Oktober 1564 in Villa Canedo)
- Faustina Sforza war mit Muzio Sforza (1528/29–1553), Marchese di Caravaggio, Graf von Galliato, verheiratet.
- Mario Sforza († 1611), 5. Graf von Santa Fiora, Graf von Segni; war mit Fulvia Conti († um 1611) verheiratet.
- Sforza Sforza war mit Caterina Nobili verheiratet.
- Francesca Sforza war mit Girolamo Orsini, Herr von Bracciano, verheiratet. Sie war die Mutter von Paolo Giordano I. Orsini (1541–1585), Herzog von Bracciano.
- Camilla Sforza war mit Besso Ferrero Fieschi (* 1528), Marchese di Masserano, verheiratet.
- Alessandro Sforza (* 1534 in Rom; † 16. Mai 1581 in Macerata), Bischof von Parma (1560–1573), Kardinal

## Nachleben
Der Michelangelo-Schüler Giacomo della Porta (1532–1602) schuf das 1575 geweihte Grabmal Pauls III. Die vier Frauengestalten symbolisieren Justitia (Gerechtigkeit), Prudentia (Klugheit), Pax (Frieden) und Abundantia (Überfluss). Sie stellen einerseits Alessandro Farneses Lebensziele und Politik, andererseits dessen wichtigste Frauen – seine Mutter Giovanna Caetani, seine Schwester Giulia Farnese, seine Geliebte Silvia Ruffini und seine Tochter Costanza Farnese – dar.
Fritz Gesing alias Frederik Berger erzählt in seinem 2008 erschienenen historischen Roman „Die Tochter des Papstes“ das Leben Costanzas und ihrer Familie in der Zeit von 1513 bis 1534. Bereits in dem 2001 erschienenen Roman „Die Geliebte des Papstes“ thematisierte Berger das Leben ihrer Eltern von 1486 bis 1503.